# East Glenville
East Glenville est une census-designated place du comté de Schenectady, dans l'État de New York, aux États-Unis,. En 2020, elle compte une population de 11 896 habitants.